# Маґадгі
Маґадгі (деванагарі: मगधी, Magadhi), або маґахі (मगही, Magahi) — мова східної групи індоарійських мов, поширена в індійському штаті Біхар. Близька до мов бходжпурі і майтхілі; утворює разом з ними і кількома менш поширеними мовами групу біхарських мов (біхарі).
Маґадгі є рідною мовою для 11,4-13 млн осіб, найпоширеніша в округах Патна, Ґая, Ауранґабад, Джеханабад, Наланда і сусідніх округах штату Біхар. Також нею розмовляють на прилеглих територіях штатів Джаркханд і Західний Бенгал. Основною писемністю мови маґадхі є деванагарі, хоча іноді використовується і кайтхі.